# Chincha Alta
Chincha Alta − miasto w zachodnim Peru, na południe od Limy. Około 161 tys. mieszkańców.
Chincha Alta jest jednym z trzech - obok Ica oraz Pisco - miast, które najbardziej ucierpiały w trzęsieniu ziemi w sierpniu 2007.
W mieście rozwinął się przemysł bawełniany, spirytusowy, chemiczny oraz obuwniczy.